# Quận Bergen, New Jersey
Quận Bergen là một quận trong tiểu bang New Jersey, Hoa Kỳ. Quận lỵ đóng ở thành phố Hackensack 6. Theo điều tra dân số năm 2000 của Cục điều tra dân số Hoa Kỳ, quận có dân số 884.118 người 2. Năm 2009, ước tính dân số quận này là 895.250 người 2. Bergen xếp hạng 16 trong các quận của Hoa Kỳ về thu nhập đầu người năm 2009. Đây là quận đông dân nhất trong các quận của tiểu bang New Jersey.
Quận này là một phần của vùng đô thị New York.

## Địa lý
Theo Cục điều tra dân số Hoa Kỳ, quận này có diện tích 639 ki-lô-mét vuông, trong đó có 33 km2 là diện tích đất, km2 là diện tích mặt nước.